# Villariezo
Villariezo es un municipio y una localidad española de la provincia de Burgos, en la comunidad autónoma de Castilla y León, comarca de Alfoz de Burgos. Cuenta con una población de 722 habitantes (INE 2024).

## Geografía
Forma parte de la comarca de Alfoz de Burgos y se sitúa a 8 kilómetros de la capital burgalesa. Por su término municipal pasa la autovía del Norte entre los pK 230 y 232. El relieve del territorio es suavemente descendente de norte a sur, desde la altiplanicie donde se encuentra la ciudad de Burgos hacia el arroyo de los Ausines, pasando de los 959 metros del Alto de la Varga que atraviesa la autovía hasta los 845 metros a orillas del arroyo. Por el sur, de nuevo el terreno se vuelve ascendente hasta cotas cercanas a los 900 metros. El pueblo está a 878 metros sobre el nivel del mar. 
| Noroeste: Arcos de la Llana | Norte: Villagonzalo Pedernales   | Noreste: Burgos         |
| Oeste: Arcos de la Llana    |                                  | Este: Saldaña de Burgos |
| Suroeste: Arcos de la Llana | Sur: Arcos de la Llana, Sarracín | Sureste: Sarracín       |

## Historia
Lugar que formaba parte del Partido de Burgos, uno de los catorce que formaban la Intendencia de Burgos, en su categoría de pueblos solos, durante el periodo comprendido entre 1785 y 1833, en el Censo de Floridablanca de 1787, jurisdicción de señorío siendo su titular el conde de Villariezo, alcalde pedáneo.
Entre sus monumentos se encuentran el puente sobre el río Ausín y la iglesia, en la que destaca el campanario y numerosos objetos de forja obra de Félix y Manuel Saiz.

## Demografía
Villariezo cuenta con una población de 722 habitantes (INE 2024).
| Gráfica de evolución demográfica de Villariezo entre 1842 y 2021                                                    |
| |
| Población de derecho según los censos de población del INE Población de hecho según los censos de población del INE |

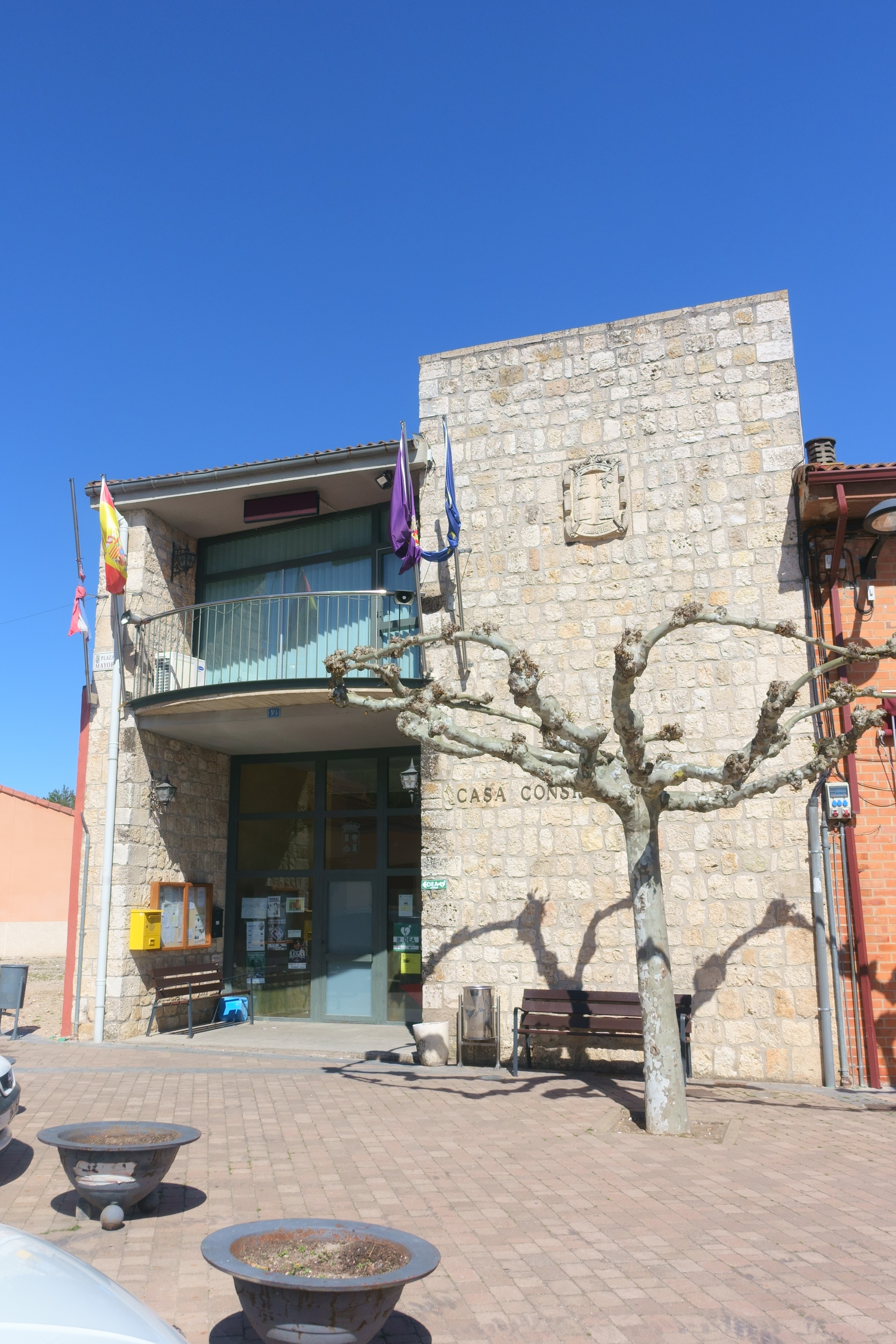
Casa consistorial

En el censo de la matrícula catastral contaba con 51 hogares y 168 vecinos.

## Cultura

### Patrimonio

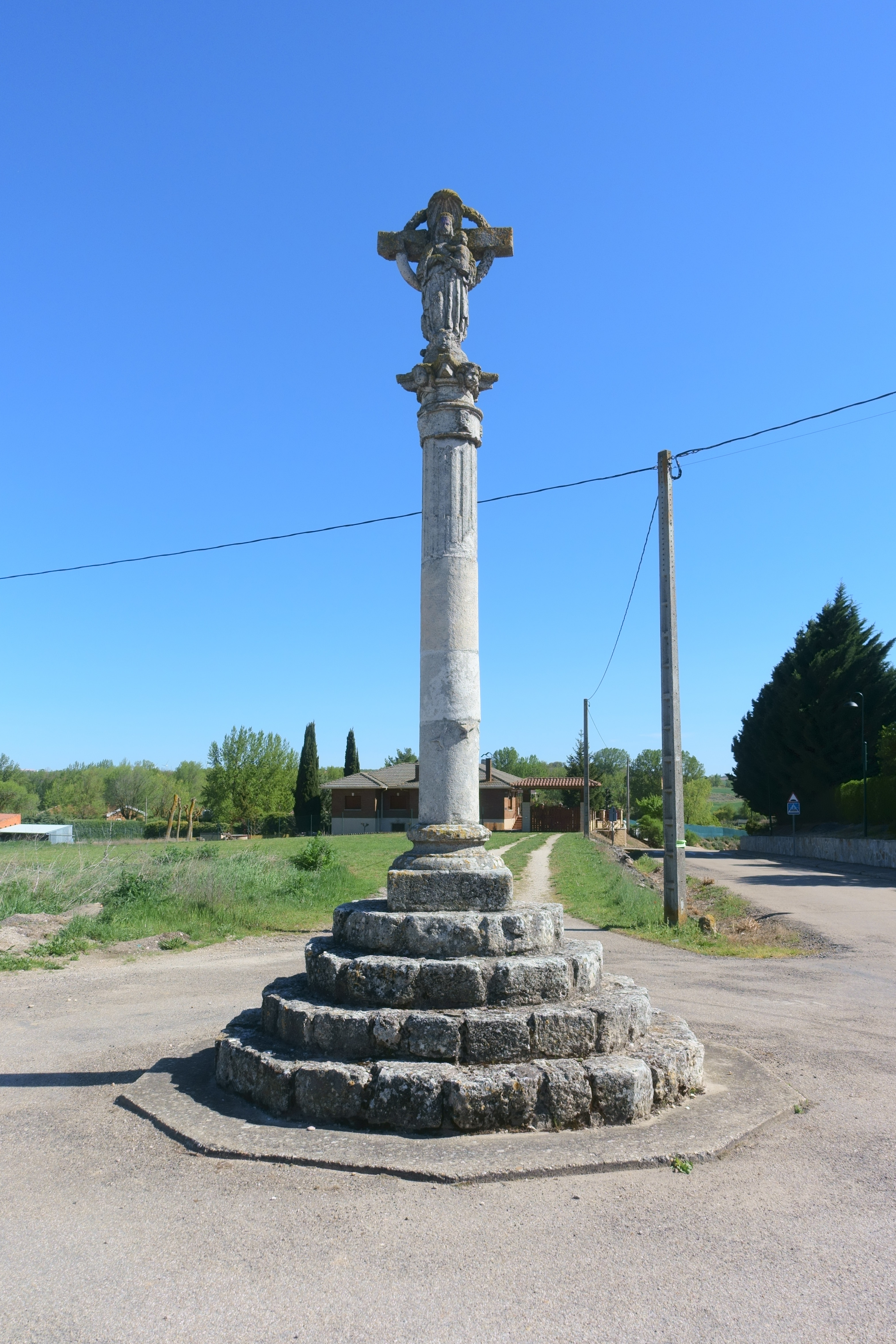
Crucero

- Iglesia de San Pedro Cátedra.
- Plaza Mayor y casa consistorial.
- Parque de la Tinaja

### Gastronomía
La localidad ha sido un referente durante los años 2005-2010 por la realización de los récords Guiness (morcilla más larga, queso más grande, tortilla de patatas más grande, recreación de la iglesia de chocolate, crucero de caramelo).[cita requerida]

### Deporte
La localidad cuenta con el club deportivo de Bolo Burgalés más grande de la provincia a excepción del Club de Bolos del Plantío, con más de 50 federados.
El Villariezo FC regenta en la categoría 1 del Trofeo Diputación, cuenta con la participación desde 1998.